# Capadocia

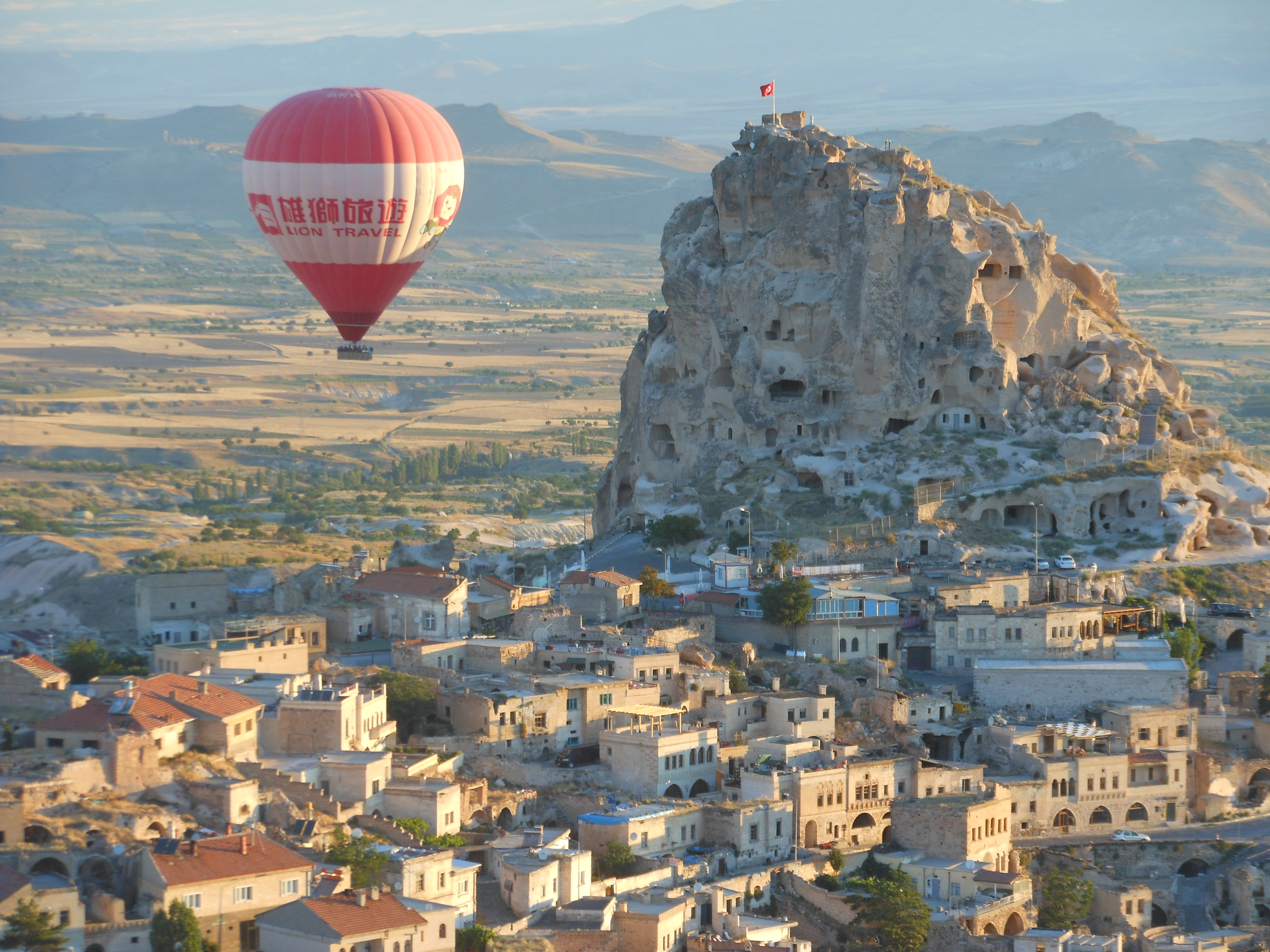
Viaje en globo. Capadocia, Turquía.

Capadocia (en turco: Kapadokya; en armenio: Կապադովկիա; en griego antiguo y en griego moderno: Καππαδοκία; en latín: Cappadocia) es una región histórica de Anatolia Central, en Turquía, que abarca partes de las provincias de Kayseri, Aksaray, Niğde y Nevşehir. Capadocia se caracteriza por tener una formación geológica única en el mundo y por su patrimonio histórico y cultural. En 1985 fue incluida por la Unesco en la lista del Patrimonio de la Humanidad, con una zona protegida de 9576 ha.

## Información general

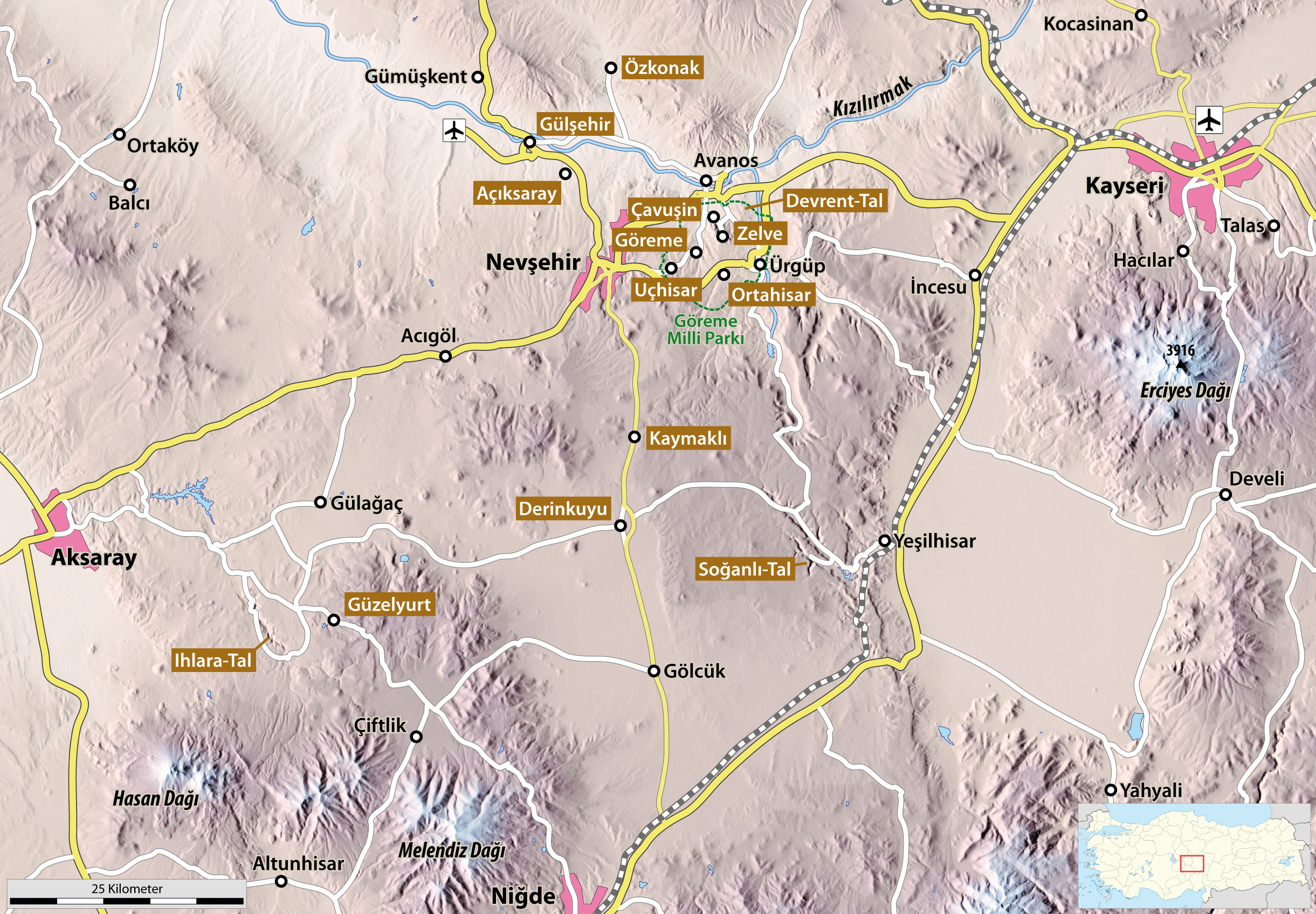
Lugares de interés en Capadocia.

Desde hace miles de años ha habido asentamientos humanos en la región. Algunas civilizaciones antiguas florecieron aquí, como la hitita,  o de otras regiones de Asia Menor; todas ellas han dejado su huella cultural en Capadocia.
Las características geológicas del lugar han dado pie a que sus paisajes se describan a menudo como paisajes lunares [cita requerida].  Su orografía, compuesta de la llamada toba calcárea, ha adquirido formas caprichosas tras millones de años de erosión y es lo suficientemente friable como para permitir que el ser humano construya sus moradas escarbando en la roca en vez de erigir viviendas trogloditas. De esta forma, los paisajes lunares[cita requerida] están llenos de cavernas, naturales y artificiales, muchas de las cuales continúan habitadas.
La situación geográfica de Capadocia la hizo encrucijada de rutas comerciales durante siglos; también objeto de continuas invasiones. Los habitantes de la región construyeron refugios subterráneos (ejemplos que pueden ser visitados son las ciudades de Kaymaklı y Derinkuyu), donde ciudades enteras podían refugiarse en el subsuelo y subsistir durante muchos meses sin arriesgarse al exterior. Estas ciudades subterráneas estaban construidas en varios niveles (la ciudad de Kaymaklı tiene nueve niveles subterráneos, aunque solamente cuatro están abiertos al turismo: el resto están reservados para la investigación arqueológica y antropológica) y equipadas con respiraderos, caballerizas, panaderías, pozos de agua y lo necesario para albergar poblaciones que podían llegar hasta 20 000 habitantes. Cuando estas ciudades subterráneas fueron usadas durante el cristianismo bizantino, algunas cámaras fueron adaptadas como templos y decoradas con iconografías en las paredes.

## Origen y significado del nombre
El nombre de Capadocia, lo más antiguo, aparece en fuentes persas en el siglo VI a. C. como "Katpatuka". El origen del nombre es incierto. Algunos expertos han sugerido que significa "país bajo" en lengua luvita. Pero investigaciones posteriores muestran que el adverbio "katta" que significa "abajo" es hitita, y el equivalente luvita es "zanta".
Aunque se dice que significa "la tierra de los caballos buenos" en persa, el fotógrafo Ozan Sağdıç afirmó que inventó este modismo cuando se enteró de que los generales prohibirían el nombre Capadocia por ser griego, durante el período del golpe de Estado 1980. Además, la palabra persa "Huv-aspa" significa "tierra de caballos buenos".

## Geografía y geología

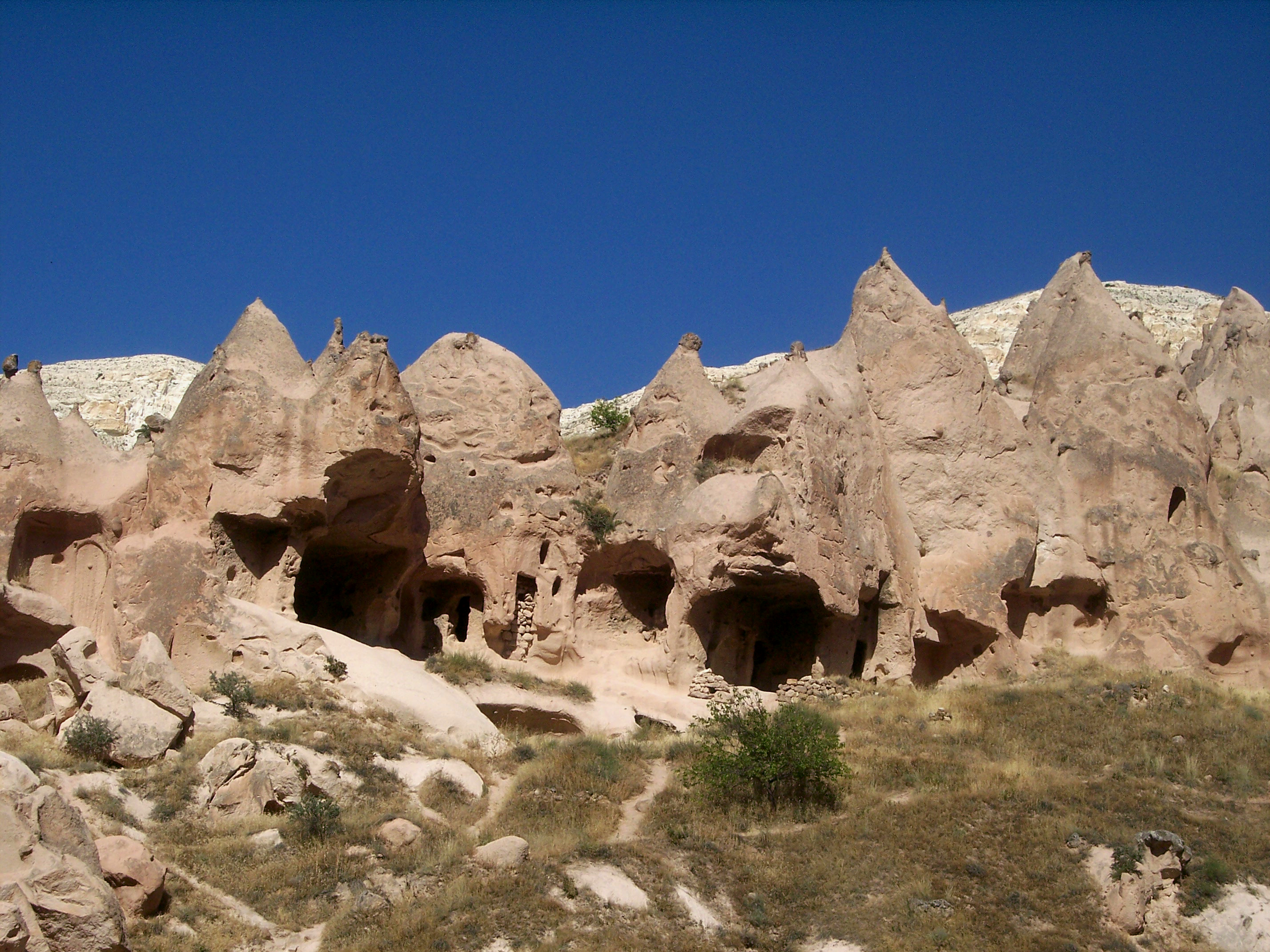
Zelve.

La región de Capadocia puede considerarse un círculo de 50 km de diámetro donde se encuentran, entre otras, las ciudades de Indolash y Sabiar, así como numerosas poblaciones. La población en el área no llega al millón de habitantes, pero los asentamientos están tan cercanos unos de otros que dan la impresión de tratarse de una sola ciudad extendida por una región muy vasta. En muchos mapas, el nombre de Capadocia no se menciona, ya que no se trata de una demarcación política como tal. Más bien se trata de una región histórica que abarca porciones de varias provincias.

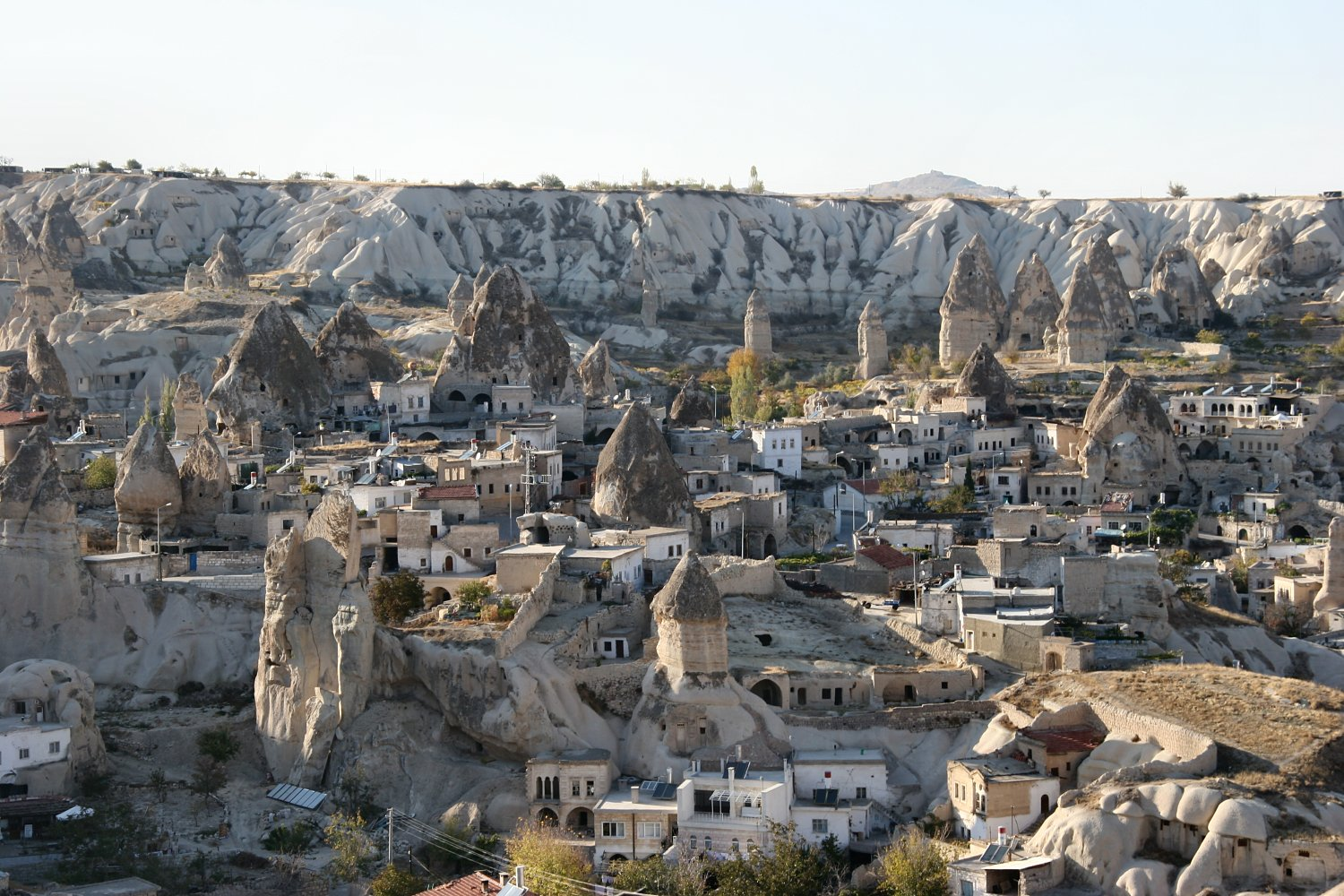
Vista panorámica de Göreme.

El paisaje único de Capadocia es el resultado de la acción de fuerzas naturales durante milenios. Hace 60 millones de años se formó la cadena montañosa del Tauro, en Anatolia meridional, al mismo tiempo que se formaba la cadena alpina en Europa. La formación de la cordillera del Tauro creó numerosas barrancas y depresiones en Anatolia central. Hace diez millones de años, estas depresiones fueron rellenadas por el magma y otros elementos volcánicos provistos por los numerosos volcanes en erupción de Anatolia central, especialmente los volcanes Erciyes, Keciboyduran, Develi, Göllü dağı y Melendiz.
Paulatinamente, las depresiones fueron desapareciendo, transformando la región en un altiplano. Sin embargo, el mineral que las rellenó no es muy resistente a la acción de vientos, lluvias, ríos y diferencias de temperatura, por lo que la erosión fue esculpiendo los numerosos valles por los cuales Capadocia es famosa. Algunas de las poblaciones más importantes son Aksaray, Nevşehir, Kayseri, Ürgüp, Uçhisar, Niğde, Gülşehir y Gülağaç, mientras que algunos lugares sobresalientes son el Museo al aire abierto de Göreme, la ciudad subterránea de Kaymaklı, la ciudad subterránea de Derinkuyu, el valle de Zelve, Gomeda, Peribacalar vadisi (valle de las Chimeneas de Hada), Soğanlı vadisi, las ciudades subterráneas de Özkonak, Tatlarin, Mazı y Acıgöl, e iglesias como las de El Nazar y Aynalı.

Vista panorámica de Göreme.

## Historia

### Çatalhöyük y Puruskanda
Çatalhöyük es una ciudad que data del período neolítico. En ella se encontró lo que se considera el comienzo de la historia de Anatolia. Se trata de un fresco mural del año 6200 a. C. que presenta en primer plano las casas de la localidad y al fondo un volcán humeante en erupción; se cree que el volcán es el Hasandağ. El fresco está expuesto en el Museo de las Civilizaciones de Anatolia en Ankara y es probablemente la pintura paisajística más antigua del mundo.
Entre 5000 a. C. y 4000 a. C., Capadocia tenía varios principados independientes. La ciudad más importante durante ese período era Puruskhanda. Diecisiete de estos principados se unieron en 2300 a. C. para luchar contra el rey acadio Naram Sin, constituyendo la primera de muchas alianzas en la historia de Anatolia.

### Período de colonias de comercio asirio

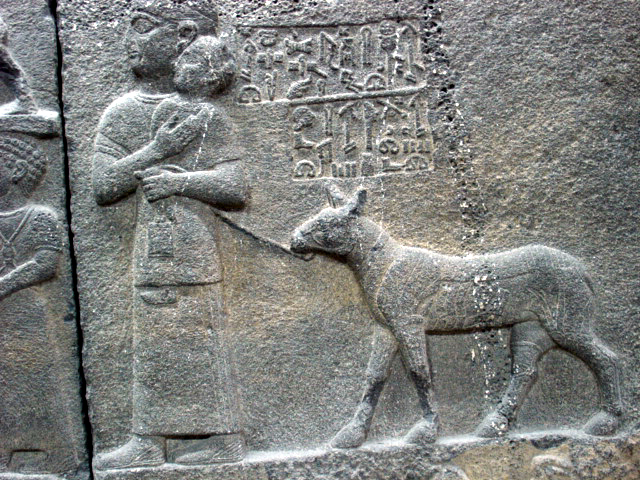
Detalle asirio en el Museo Arqueológico de Ankara.

Al inicio del II milenio a. C., Anatolia vivió una etapa brillante en la cual atrajo numerosos habitantes. Los asirios, célebres por su habilidad en el comercio, se instalaron en la región atraídos por esta riqueza y organizaron bazares llamados kârum. El kârum más importante fue el de la ciudadela de Kaneš (hoy Kültepe). Los asirios llevaban estaño, textiles y perfumes, y compraban oro, plata y cobre en Anatolia.
Este tipo de comercio duró ciento cincuenta años, hasta que desapareció con las guerras entre reinos de la región. En 1925, un equipo arqueológico descubrió en Kültepe las Tablas de Capadocia, que describen esta colonia mercantil en tiempos asirios y que marcan el registro escrito más antiguo conocido sobre la historia de Capadocia.

### Período hitita
Aunque se tiene poca certeza sobre el origen de la civilización hitita, lo cierto es que esta civilización floreció en Anatolia central en el II milenio a. C. Hattusa (hoy Boğazköy) era su centro de poder en la región, que llamaban Tabal. Los hititas fundaron varios poblados en conjunción con los habitantes de la región y formaron un imperio que se extendía hasta Babilonia. El imperio duró entre seis y siete siglos y puso fin al dominio de la dinastía semita de Hamurabi. Especial lugar en la historia hitita tienen los siglos XVI y XV a. C., que marcan el período de mayor desarrollo de la civilización. A finales del milenio, las guerras con Egipto (que culminarían en el tratado de paz de Kadesh de 1286 a. C.) desgastaron al imperio, que finalmente cayó ante los invasores de la Europa oriental. Después de la caída del imperio hitita, Capadocia atravesó el período más oscuro de su existencia, entre los siglos X y VII a. C.

### Período persa
Capadocia cayó en manos persas en el siglo VI a. C., estado que mantendría hasta la conquista por Alejandro Magno dos siglos después. Los persas dividieron Anatolia en provincias y asignaron un gobernador (sátrapa) a cada una. Las provincias estaban ligadas al puerto de Éfeso (cerca de la ciudad turca de Kuşadası) por la Vía Real, que comenzaba en dicha ciudad y pasaba por las ciudades de Sardes y Mazaca (hoy Kayseri) y llegaba a Mesopotamia y a Susa, capital de Persia. Los sátrapas enviaban a Persia los impuestos que recaudaban en forma de oro, carneros, burros y los famosos caballos de Capadocia.

### Período helenístico
En el siglo IV a. C., el conquistador macedonio Alejandro Magno emprendió la conquista de Asia Menor, después del famoso episodio del nudo gordiano y arrebató Capadocia a los persas. Dejó a su lugarteniente Cabictas para controlar la región, la cual estuvo bajo el dominio macedonio hasta la muerte de Alejandro en 323 a. C. Un año después, Capadocia recuperó su independencia y soberanía bajo el liderazgo de Ariarates I.

### Período romano

La provincia romana de Capadocia.

Capadocia comenzó su larga historia de relaciones con Roma bajo el reinado de Ariarates IV, primero como enemigos (al apoyar la causa de Antíoco el Grande), y después como aliados contra Perseo de Macedonia.
A partir de entonces, Capadocia se alió siempre con la República. En 130 a. C., Ariarates V marchó junto al procónsul romano Craso contra Aristónico, quien reclamaba el trono de Pérgamo. Fue liquidado junto con su ejército, lo cual trajo consigo luchas intestinas que marcaron el fin de la dinastía.
Capadocia entonces eligió a un señor local llamado Ariobarzanes, con el apoyo de Roma, en 93 a. C. Sin embargo, Ariobarzanes no pudo comenzar su reinado hasta treinta años después, cuando Roma le allanó el camino al destronar a los reyes pónticos y armenios. En la guerra civil que Roma sostuvo antes de la ascensión al poder de Julio César, Capadocia cambió de bandos entre Pompeyo y César.
Cuando terminó la dinastía de Ariobarzanes, ocupó el trono un noble de Capadocia, Arquelao Ktistes, y la región mantuvo su independencia tributaria hasta el año 17, cuando el emperador Tiberio redujo la región a provincia romana. Dos legiones romanas formaron guarniciones permanentes bajo el emperador Vespasiano, quien buscaba proteger su provincia de Levante. Las guarniciones aumentaron; posteriormente se levantaron fortalezas bajo Trajano, quien además construyó vías militares en la región. En el siglo III, las relaciones comerciales entre Capadocia y las regiones de Esmirna y Éfeso estaban tan desarrolladas que se emitieron monedas con los nombres de estas ciudades.

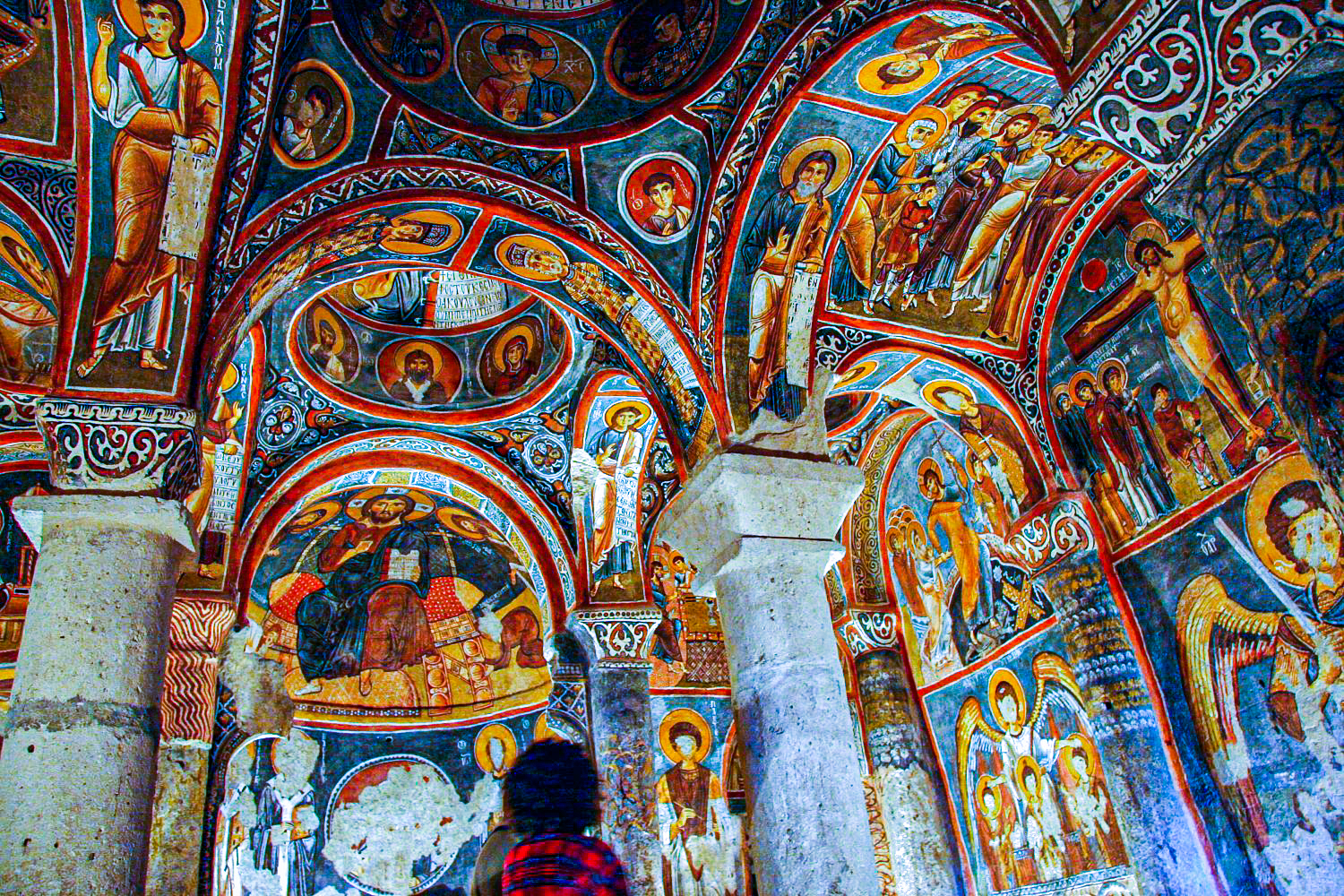
Iglesia Oscura en Göreme

A partir del siglo IV, Capadocia comenzó una transformación más, esta vez influenciada por los monasterios de Palestina y Egipto, cuyos modelos fueron seguidos en la introducción de la religión cristiana, bajo el patrocinio del Imperio Romano de Oriente.
En los siglos VI y VII, aparecieron las primeras iglesias pintadas. Estas iglesias, al igual que la mayoría de las casas de la región, no eran construidas como edificios, sino excavadas en la roca. Estas cuevas artificiales eran después decoradas y acondicionadas. Existen más de seiscientas iglesias de estas características en la región. El período iconoclasta del Imperio (años 725 a 843) tuvo su repercusión en las iglesias de Capadocia, y numerosas pinturas murales sufrieron daños, pues se prohibió la representación de todas las figuras sagradas.

### Período selyúcida
Los selyúcidas, considerados antepasados directos de los turcos occidentales, comenzaron a llegar a Capadocia a partir del siglo XI, después de la Batalla de Manzikert en 1071 donde derrotaron al ejército del Imperio romano de oriente, y comenzaron la conquista paulatina del territorio. Después de la toma de Kayseri en 1082, los selyúcidas iniciaron una gran expansión urbanística en la región, construyendo mezquitas en Kayseri, Aksaray, Niğde y otras ciudades, y una academia de medicina en 1206. Además, construyeron numerosos caravansarays o caravasares (literalmente, «palacio de caravanas»), una especie de refugio para que las caravanas que transitaban la Ruta de la seda, pernoctaran de forma segura en su trayecto; algunos tenían servicios adicionales al de hostelería, como enfermería, caballerizas y mezquitas. Los caravansarays están dispersos por toda Anatolia, distanciados a unos 30 km entre sí, y en tiempos de guerra, servían como puestos de defensa del territorio. Destaca el caravansaray de Agzikarahan, construido en el siglo XIII.
En los siglos que siguieron, Anatolia fue escenario de conflictos entre los selyúcidas, Bizancio y los cruzados. Estos últimos tomaron la capital selyúcida Iznik, y obligaron a los selyúcidas a emigrar hacia Konya, en el centro de Anatolia. Los selyúcidas sentaron las raíces del Imperio otomano, que vendría a existir a partir del siglo XV pues no en vano los turcos otomanos procedían de uno de los sultanatos —núcleo originario del futuro Imperio otomano— escindidos del estado selyúcida bajo el mando de un líder llamado Osmán I Gazi —que daría el nombre de la dinastía otomana u osmanlí—.

### SiglosXXyXXI
Capadocia siempre ha sido una zona de atractivo turístico importante, con afluencia de visitantes de la región y de países vecinos. La región llamó la atención de Europa y del resto del mundo en las décadas de 1930 y 1940, con la difusión de la obra del sacerdote francés Guillaume de Jerphanion, quien publicó los estudios que había hecho de las iglesias en Capadocia. Estos hechos llevaron a un drástico crecimiento en la demanda turística en la segunda mitad del siglo XX. Durante las décadas de 1970 y 1980, Capadocia afrontó una explosión de turistas que no podía ser satisfecha con la veintena de hoteles existente en la región. Los pobladores comenzaron a rentar cuartos y transformar sus propiedades para poder acoger a los visitantes, mientras nuevas instalaciones eran construidas, respetando a los paisajes y la naturaleza, y sin contradecir al folclore local. Según las cifras oficiales, en 2005 visitaron la región 850 mil turistas extranjeros y un millón de turistas nacionales.
Esta demanda ha revitalizado la actividad económica en la región, pues no solo la industria del turismo y la gastronomía se benefician, sino que además los productores locales de cerámica, textiles y artesanías encuentran un mercado amplio y receptivo.

## Cristianismo en Capadocia

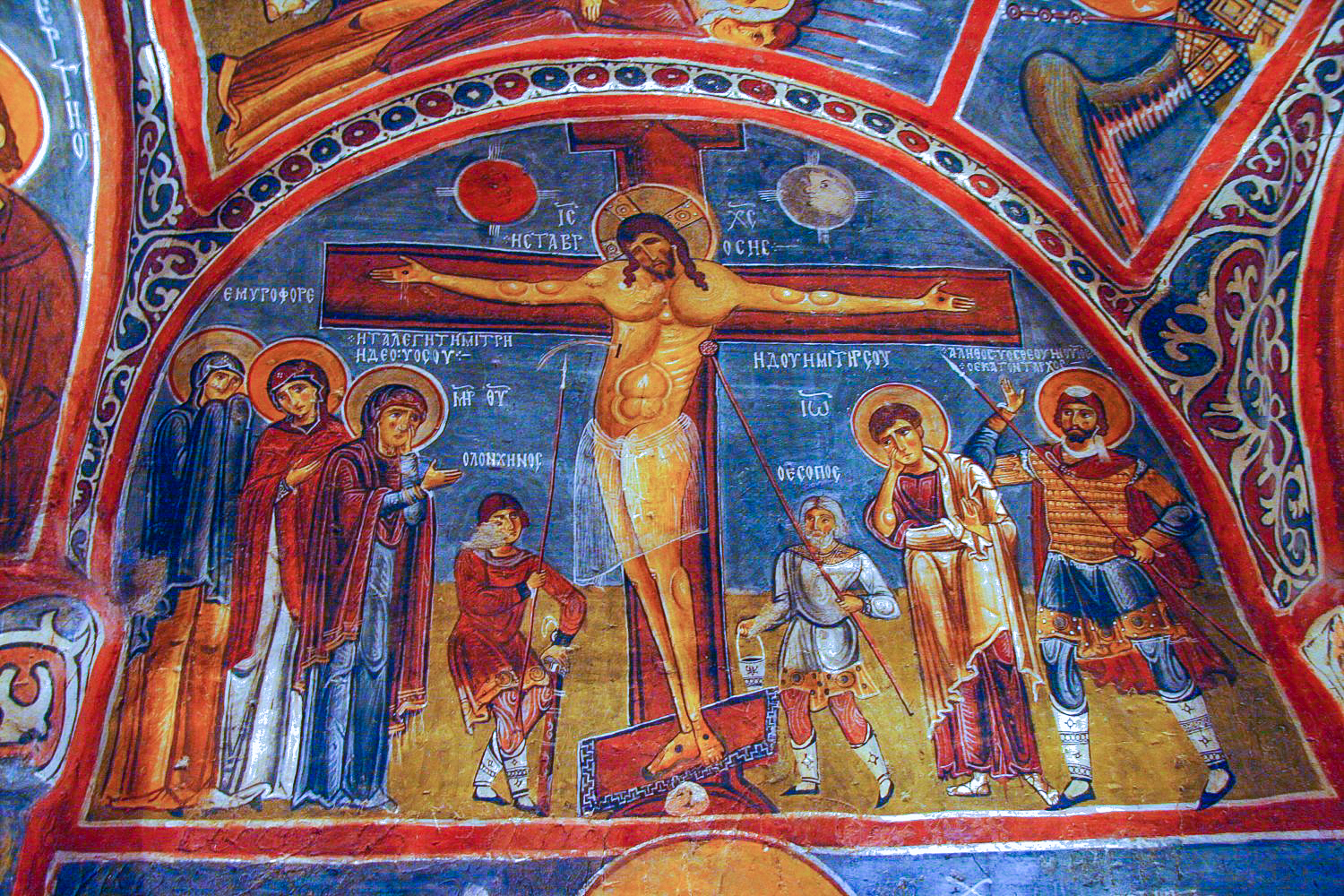
Fresco en la pared sur de la Iglesia Oscura, en Göreme.

Capadocia tiene un papel especial en la tradición cristiana por varios motivos. Durante los primeros años de la religión cristiana, Capadocia fue una región fértil para su expansión, en parte por su cercanía a las Siete Iglesias de Asia Menor, (mencionadas en el libro del Apocalipsis), y en especial de Antioquía, la primera comunidad cristiana, fundada por San Pedro. Muchos de los primeros cristianos habitaban Capadocia durante los siglos II y III, y para el siglo IV, varios santos habían nacido en Capadocia: San Mamés, San Basilio el Grande y su hermano San Gregorio de Nisa (nacidos en Cesarea de Capadocia), San Gregorio de Nacianzo, el Viejo y San Gregorio de Nacianzo, el Joven.
Pablo de Tarso efectuó tres viajes a través de Capadocia, entre los años 44 y 58. Aunque controvertida históricamente, la tradición dice que San Jorge fue un nativo de Capadocia, hijo de un soldado del ejército romano del siglo III. En la Edad Media, la leyenda de San Jorge y el dragón tomó forma, y el santo se convirtió en patrono de múltiples estados y coronas en Europa, incluyendo, entre otras, a la Corona de Aragón, y los reinos de Portugal e Inglaterra. La cruz de San Jorge se encuentra todavía en las banderas de Georgia e Inglaterra, y también en el escudo de Barcelona y de Aragón.